# Šerbakul'skij rajon
Lo Šerbakul'skij rajon (in russo Шербакульский район?) è un rajon dell'Oblast' di Omsk, nella Russia asiatica; il capoluogo è Šerbakul'. Istituito nel 1924, ricopre una superficie di 2.300 chilometri quadrati e consta di una popolazione di circa 24.000 abitanti.